# Лаклинська сільська рада
Лакли́нська сільська рада (рос. Лаклинский сельский совет) — муніципальне утворення у складі Салаватського району Башкортостану, Росія. Адміністративний центр — село Лакли.

## Населення
Населення — 1136 осіб (2019, 1330 в 2010, 1635 в 2002).

## Склад
До складу поселення входять такі населені пункти:
| Населений пункт     | Населення, осіб (2002) | Населення, осіб (2010) |
| ------------------- | ---------------------- | ---------------------- |
| Лакли, село         | 1124                   | 925                    |
| Урманчино, присілок | 511                    | 405                    |